# Opération Thor
Opération Thor est le sixième tome de la série Lefranc écrit par Jacques Martin et dessiné par Gilles Chaillet, prépublié dans Tintin belge no 46 du 14 novembre 1978 au no 8 du 20 février 1979 – en France no 166 du 10 novembre 1978 au no 180 du 16 février 1979, avant d'être édité en 1979 par Casterman.

## Résumé
Axel Borg est à la tête d'une opération qui a pour but de déstabiliser l'économie des États-Unis, en mettant sur le marché des millions de faux billets. Il invite Lefranc à en être le témoin privilégié.

## Personnages
- Guy Lefranc
- Jeanjean
- Axel Borg

### Documentation
- Jean Léturgie, « Opération Thor », Schtroumpfanzine, no 32,‎ juillet 1979, p. 26.